# ورونیکا جاسپیدو
ورونیکا جاسپیدو (انگلیسی: Verónica Jaspeado؛ زادهٔ ۶ سپتامبر ۱۹۷۶) بازیگر اهل مکزیک است. او در پوئبلا مکزیک به دنیا آمده است.